# حنان العياري
حنان العياري إعلامية مذيعة تونسية تعمل في قناة الجزيرة الفضائية في قطر ومقدمة برنامج زمام المبادرة. 

## السيرة
ولدت حنان العياري في تونس، تخرجت من كلية الإعلام في تونس، والتحقت بقناة الجزيرة للأطفال أواخر 2004 وكانت من بين مؤسسيها، بل ساهمت في إطلاقها مع مجموعة من زملائها، تخصصت في الحوار، قدمت عدة برامج حوارية بالقناة من «نظرة على» إلى «خير الكلام». حاليا تقدم برنامج زمام المبادرة على الجزيرة الرياضية.